# Lair of the Minotaur
Lair of the Minotaur – amerykańska grupa thrash metalowa, założona w 2003 roku przez wokalistę i gitarzystę Stephena Rathbone'a (7000 Dying Rats).

## Członkowie
- Stephen Rathbone - śpiew, gitara
- Donald James Barraca - gitara basowa
- Chris Wozniak - perkusja

### Byli członkowie
- Larry Herweg - perkusja

## Dyskografia

### Albumy studyjne
- Carnage (2004)
- The Ultimate Destroyer (2006)
- War Metal Battle Master (2008)
- Evil Power (2010)

### Minialbumy
- Cannibal Massacre (2005)

### Dema
- Lair of the Minotaur (2003)